# 拉里·伯德条款
拉里·伯德條款（英語：Larry Bird exception），也稱為大鳥伯德條款、伯德條款、大鳥條款或鸟权，是一個有關於NBA各球團與球員之間簽下無視球隊薪金上限合約之特例條款的一種。

## 條款起源

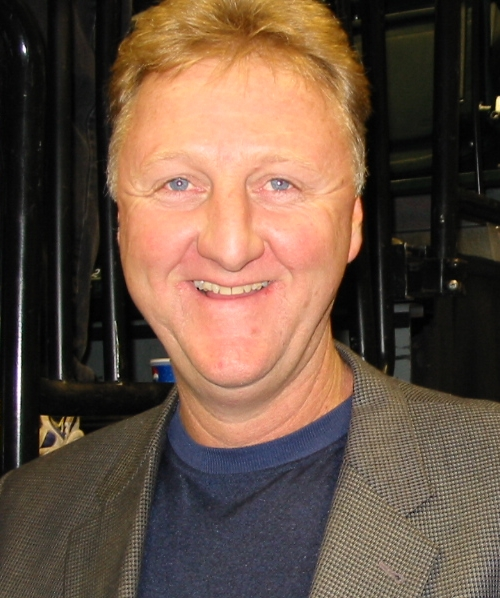
拉里·伯德為第一位使用本條款之球員，也因此該條款以他命名。

此條款是NBA在1984年時期，當時波士頓凯尔特人的球員拉里·伯德（Larry Bird）合約期滿成為自由球員，波士頓凯尔特人為了留下這位球隊超級巨星，成為在NBA第一個使用此條款的隊伍。因为工资帽的限制，高过工资帽的球队不能与自由球员签约。此條款允许球團無視球隊薪金上限使用高價簽下自由球員。

## 條款內容
該條款是規定如果選手在过去三年没有被揮棄(waive)，也没有以自由球员的身份更换球队，则在合約期滿成為自由球員後，該所屬球隊可以無視球隊薪金上限簽下該球員（原在NBA的勞資雙方協議中，只要球團中所有球員的總薪資超過球隊薪金上限，則球團無法與任何其他自由球員簽約）。所簽訂合約最長合約年限為六年（2011新版劳资协定改为5年），且第一年的薪資不得超過該球員的最高薪資，每年的薪資漲幅最高不可以超過10.5%。当合同内的球员被交易时，鸟权也随球员一起被交易。所以，超过工资帽的球队如果想引入自由球员，可在该球员成为自由球员之前的一个赛季将其交易过来，通过鸟权突破工资帽的限制与其签约。

## 與拉里·伯德相關之特殊條款
- 早鳥條款（Early Bird exception）
- 非鳥條款（Non-Bird exception）

## 外部連結
- NBA Salary Cap 101 (英文網站) （页面存档备份，存于）
- NBA Players' Association CBA page (英文網站)